# Bernardino de Obregón
Bernardino de Obregón est le fondateur de l’ordre des frères infirmiers minimes, né à Las Huelgas, près de Burgos (Espagne), le 20 mai 1540, mort à Madrid le 6 août 1599. 

## Biographie
Bernardino de Obregon avait embrassé le métier des armes et fait quelques campagnes dans l’armée de Philippe II lorsque, traversant un jour une rue de Madrid, il appliqua un soufflet à un balayeur qui l’avait éclaboussé par mégarde. Au lieu de s’indigner de ce traitement, le balayeur lui demanda pardon de sa faute et le remercia de lui avoir fait souffrir quelque chose pour l’amour du Christ. Obregon, profondément frappé de ce langage, fit un retour sur les désordres de sa vie passée et prit la résolution de quitter le monde. C’est alors que, se consacrant entièrement au service des pauvres et des malades, il se fit attacher à l’hôpital de la cour à Madrid, et parvint bientôt, par ses discours et par son exemple, à faire adopter à plusieurs personnes son genre de vie. 
Au bout de peu d’années, Obregon parvint à former une congrégation de frères infirmiers qui fut approuvée, en 1569, par le nonce du pape et à laquelle fut donnée, en 1587, l’administration de l’hôpital général de Madrid. En 1689, les frères infirmiers formèrent le vœu de pauvreté, de chasteté, d’hospitalité et d’obéissance, et reçurent les règles et l’habit du tiers-ordre de Saint-François. 
Appelé en 1592 à Lisbonne, pour y réformer les abus qui s’étaient introduits dans les hôpitaux, Obregon s’acquitta avec un plein succès de sa tâche et revint au bout de six ans à Madrid, où il donna des statuts définitifs à sa congrégation. Ce fut lui qui fut chargé de donner ses soins à Philippe II pendant sa dernière maladie.

## Œuvres
- On a de lui : Constituciones y Regla de la Minima Congregacion de los Hermanos enfermeros pobres
- On a publié, sous le nom d’Obregon, un manuel à l’usage des infirmiers, sous le titre de : Instruccion de enfermeros (Madrid, 1607, in-8°).

## Source
Grand dictionnaire universel du XIXe siècle